# Cleanroom Software Engineering
Cleanroom Software Engineering (методологія «чистої кімнати») — процес розробки програмного забезпечення, призначений для створення програмного забезпечення із сертифікованим рівнем надійності. 
Cleanroom був спочатку розроблений Харланом Міллзом і кількома його колегами, у тому числі Аланом Хевнером з IBM. Основний принцип cleanroom полягає в тому, що попередження дефектів краще, ніж їх усунення. Назва Cleanroom («чиста кімната») узято з електронної промисловості — так називаються приміщення з високим ступенем захисту від забруднень, що дозволяють запобігти появі дефектів у процесі виробництва напівпровідників. Вперше процес був застосований у середині-кінці 80-их років.

## Основні принципи
- Розробка програмного забезпечення ґрунтується на формальних методах.
- Інкрементальна реалізація в рамках статистичного контролю якості.
- Статистичне тестування.
- Формальна верифікація.